# Трояновский, Виталий Антонович
Вита́лий Анто́нович Троя́новский (род. 8 октября 1947, Ново-Алексеевка, Новосибирская область, СССР) — советский и российский историк кино, режиссёр, сценарист документального кино и телеведущий. Кандидат искусствоведения (1985). Заслуженный деятель искусств Российской Федерации (2009), лауреат Государственной премии Украинской ССР имени Ярослава Галана (1989), дважды лауреат премии ТЭФИ (2001, 2006).

## Ранние годы
Виталий Трояновский родился 8 октября 1947 года в селе Ново-Алексеевка Новосибирской области. Окончил киноведческий факультет Всесоюзного государственного института кинематографии (1975, мастерская Ростислава Юренева). По окончании института работал сотрудником Научно-исследовательского института киноискусства, с 1996 года — ведущим научным сотрудником. В 1985 году защитил диссертацию по теме «Основные тенденции развития образной системы советского научно-популярного кино» и получил учёную степень кандидата искусствоведения.

## Дебют и работа в кино
В кинематографе Трояновский дебютировал ещё в 1985 году. Тогда он вместе с Валерием Чигинским (1938—1987) написал сценарий к его научно-популярному фильму «По дорогам „второй вселенной“», посвящённому исследованию человеческого мозга. По воспоминаниям Трояновского, во время совместной работы над картиной, он смог научится у него тонкостям сюжетостроения. Благодаря этому опыту, он смог после долгого периода сочинения текстов о чужих фильмах создавать свои.
Сейчас он [Александр Роднянский] известный продюсер развлекательного телевидения, а тогда был очень молодым, азартным режиссёром-максималистом: ради нескольких кадров — неделя съёмок в Припяти, которая только что превратилась в мёртвый радиоактивный город.
Широкая известность к Трояновскому пришла в 1988 году, когда он вместе с украинским режиссёром-документалистом Александром Роднянским создал фильм «Усталые города», посвящённый крайне сложным проблемам, возникших в таких промышленных центрах как Запорожье, Магнитогорск, Нижний Тагил, Новокузнецк. По его воспоминаниям, название к картине в итоге стало журналистским термином, а один из депутатов в годы перестройки называл себя «парнем из „усталого города“». По мнению Наталии Гриценко («Советский экран»), название фильма является знаком всеобщей, вселенской усталости.
Через год после выхода на экраны, картина была удостоена Государственной премии Украинской ССР имени Ярослава Галана и гран-при республиканского кинофестиваля «Молодость» в Киеве. Фильм получил и международное признание, получив гран-при международного фестиваля фильмов и телевизионных программ по вопросам окружающей среды в Остраве (Чехия).
В 1992 году стал ответственным редактором книги «Кинематограф оттепели», а также автором её центральной главы «Человек оттепели (50-е)». В своей книге Трояновский выдвигал теорию о том, что человек той эпохи соединяет в себе «искреннюю любовь к социальному и рефлексию отступника в попытках превратить обновлённую коллективистскую веру в гарантию личной свободы». В то же время он работал над монтажным видеофильмом «Сладкая песенка». Киновед Андрей Шемякин в «Новейшей истории отечественного кино» отметил следующее:
В отличие от большинства авторов модного тогда коллажного кино, манипулировавших хроникальными фрагментами в целях дискредитации советской эпохи, В. Т. [Виталий Трояновский] работал с хроникой как с документом времени, которое не изобличал в грехах, но исследовал утопизм как корневое свойство советского сознания.— Андрей Шемякин
Нея Зоркая («Искусство кино») в своей статье, посвящённой ретроспективе фильмов Юлия Райзмана (1903—1994) на VII Форуме национальных кинематографий (2003) считала, что автор книги «Кинематограф оттепели» Виталий Троянский ошибочно относил «Урок жизни» (1955) к ряду ретро старинных сюжетов.

## Работа на телевидении
С 1999 года Виталий Трояновский занимал пост шеф-редактора группы документального кино телеканала «Культура». В 2000 году выступил автором и режиссёром документального цикла «Острова» (совместно с Ириной Изволовой), получившего премию ТЭФИ, призы Фонда Форда, кинофестивалей «Белые столбы» и «Московская премьера». За отдельные фильмы «Франческа Ярбусова» и «Арсений Тарковский» Трояновский был удостоен приза «За талантливый рассказ о талантливых людях» (Открытый кинофестиваль неигрового кино «Россия» в Екатеринбурге, 2003) и премии ТЭФИ в номинации «Режиссёр телевизионной программы» (2006).

## Фильмография
- «По дорогам „второй вселенной“» (1985) — сценарист
- «Усталые города» (1988) — сценарист
- «Дело следователей» (1991) — сценарист, режиссёр
- «Художники русской провинции» (1992) — сценарист
- «Сладкая песенка» (1995) — сценарист, режиссёр
- «Дорога на „Маяк“» (1999) — режиссёр
- «Острова. Александр Жуковский» (2000) — режиссёр
- «Острова. Георгий Рерберг» (2000) — режиссёр
- «Острова. Елена Саканян» (2000) — режиссёр
- «Острова. Майя Меркель» (2000) — режиссёр
- «Острова. Семён Райтбурт» (2000) — режиссёр
- «Острова. Андрей Тарковский» (2001) — сценарист, режиссёр
- «Острова. Михаил Ромм» (2001) — режиссёр
- «Острова. Наталья Рязанцева» (2001) — режиссёр
- «Острова. Шавкат Абдусаламов» (2001) — режиссёр
- «Острова. Александр Миндадзе» (2002) — режиссёр
- «Острова. Вадим Абдрашитов» (2002) — режиссёр
- «Острова. Геннадий Полока» (2002) — режиссёр
- «Острова. Сергей Урусевский» (2002) — режиссёр
- «Острова. Даниил Данин» (2003) — режиссёр
- «Острова. Иннокентий Смоктуновский» (2003)
- «Острова. Франческа Ярбусова» (2003) — сценарист, режиссёр
- «Острова. Булат Окуджава» (2004) — сценарист, режиссёр
- «Острова. Владимир Вернадский» (2004) —режиссёр
- «Острова. Марина Голдовская» (2005) — режиссёр
- «Острова. Сергей Соловьёв» (2005) — режиссёр
- «Острова. Арсений Тарковский» (2006) — режиссёр

## Признание и награды
- Государственная премия Украинской ССР имени Ярослава Галана (1989) — за фильм «Усталые города»
- Премия Гильдии киноведов и кинокритиков России в категории «История и теория кино» (1996) — за книгу «Кинематограф оттепели»
- Открытый кинофестиваль неигрового кино «Россия» в Екатеринбурге (1999) — приз «За фильм, утверждающий принципы гуманизма, социальные и нравственные ценности» («Дорога на „Маяк“»)
- Премия ТЭФИ в номинации «Сериал телевизионных документальных фильмов» (2001) — за документальный цикл «Острова»[10]
- Приз Фонда Форда (2001) — за лучшую телепрограмму о культуре («Острова»)
- Кинофестиваль «Белые столбы» (2002) — приз лучшей программе о кино («Острова»)
- Кинофестиваль «Белые столбы» (2003) — приз за лучшую телепрограмму о кино («Острова»)
- Открытый кинофестиваль неигрового кино «Россия» в Екатеринбурге (2003) — приз «За талантливый рассказ о талантливых людях» («Острова. Франческа Ярбусова»)
- Кинофестиваль «Московская премьера» (2004) — приз Федерации киноклубов РФ («Острова»)
- Премия ТЭФИ в номинации «Режиссёр телевизионной программы» (2006) — за фильм «Острова. Арсений Тарковский»
- Звание «Заслуженный деятель искусств Российской Федерации» (9 февраля 2009) — «За заслуги в области культуры, печати, телерадиовещания и многолетнюю плодотворную деятельность»[11]